# Celle Ligure
Celle Ligure ( Çele o Çelle in ligure) è un comune italiano di 4 769 abitanti della provincia di Savona in Liguria.
Dal 2023 fa parte del circuito dei Borghi più belli d'Italia.
Città costiera, è una delle principali località turistiche della riviera ligure di ponente. La frazione cellese di Pecorile è celebre per aver dato i natali a Francesco della Rovere, eletto nel 1471 al soglio pontificio con il nome di papa Sisto IV.

## Geografia fisica

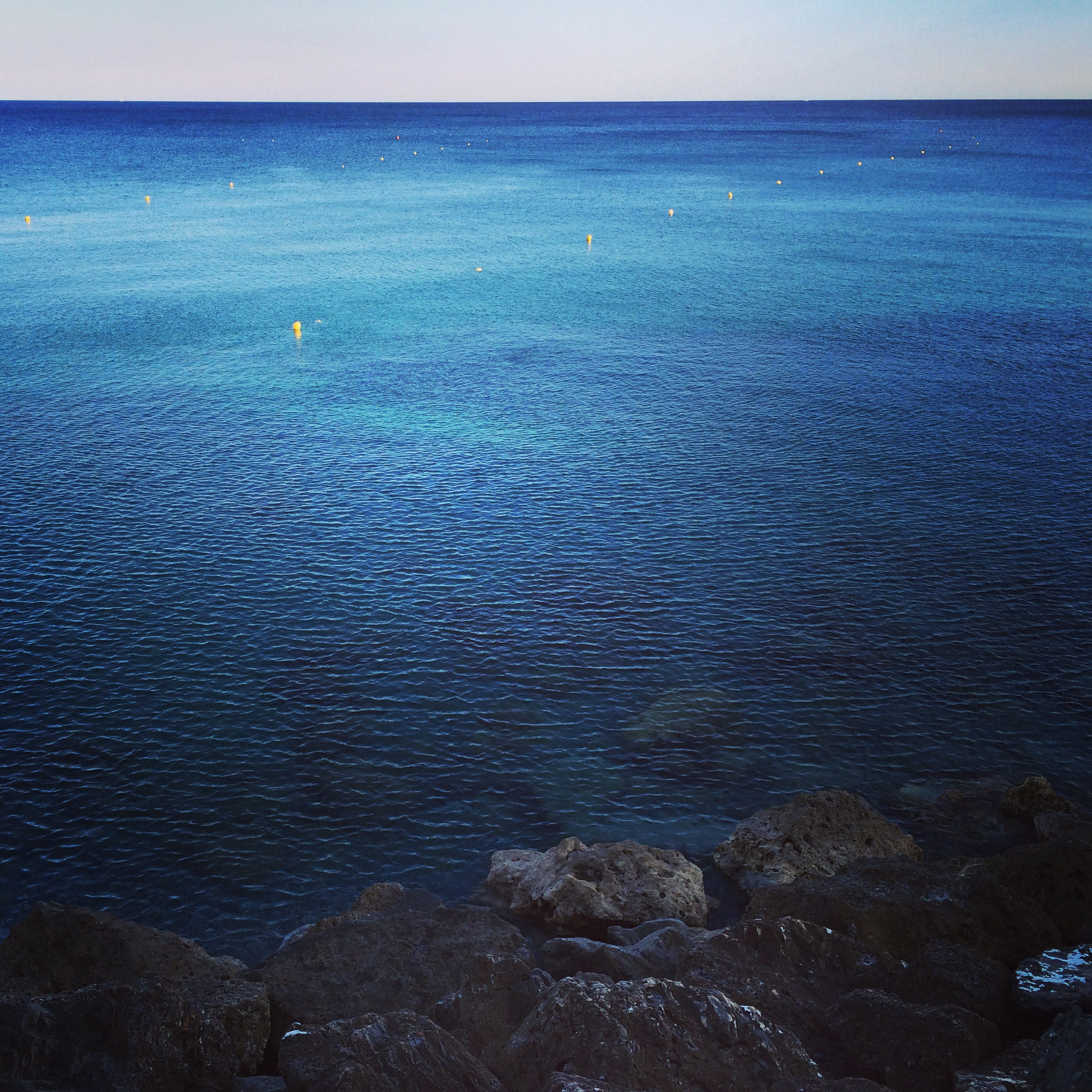
Mare di Celle Ligure

Il territorio comunale di Celle Ligure è sito sulla costa della Riviera delle Palme, in un'insenatura tra la punta dell'Olmo e quella della Madonnetta. Il rilievo collinare più elevato nel territorio comunale è il Bric delle Forche (451 m s.l.m.) L'abitato si divide in due parti ben distinte: a levante, i Piani di Celle, zona urbanisticamente moderna e balneare, e il centro storico nella zona ponentina.
Quest'ultimo, cuore del nucleo cittadino cellese, si è sviluppato lungo il corso del torrente Ghiare, oggi in gran parte coperto. Le due principali parti della cittadina sono unite dalla litoranea passeggiata a mare -lungomare della Crocetta-, ricavata dallo spostamento della ferrovia Ventimiglia-Genova a monte dell'abitato del centro storico.

## Storia

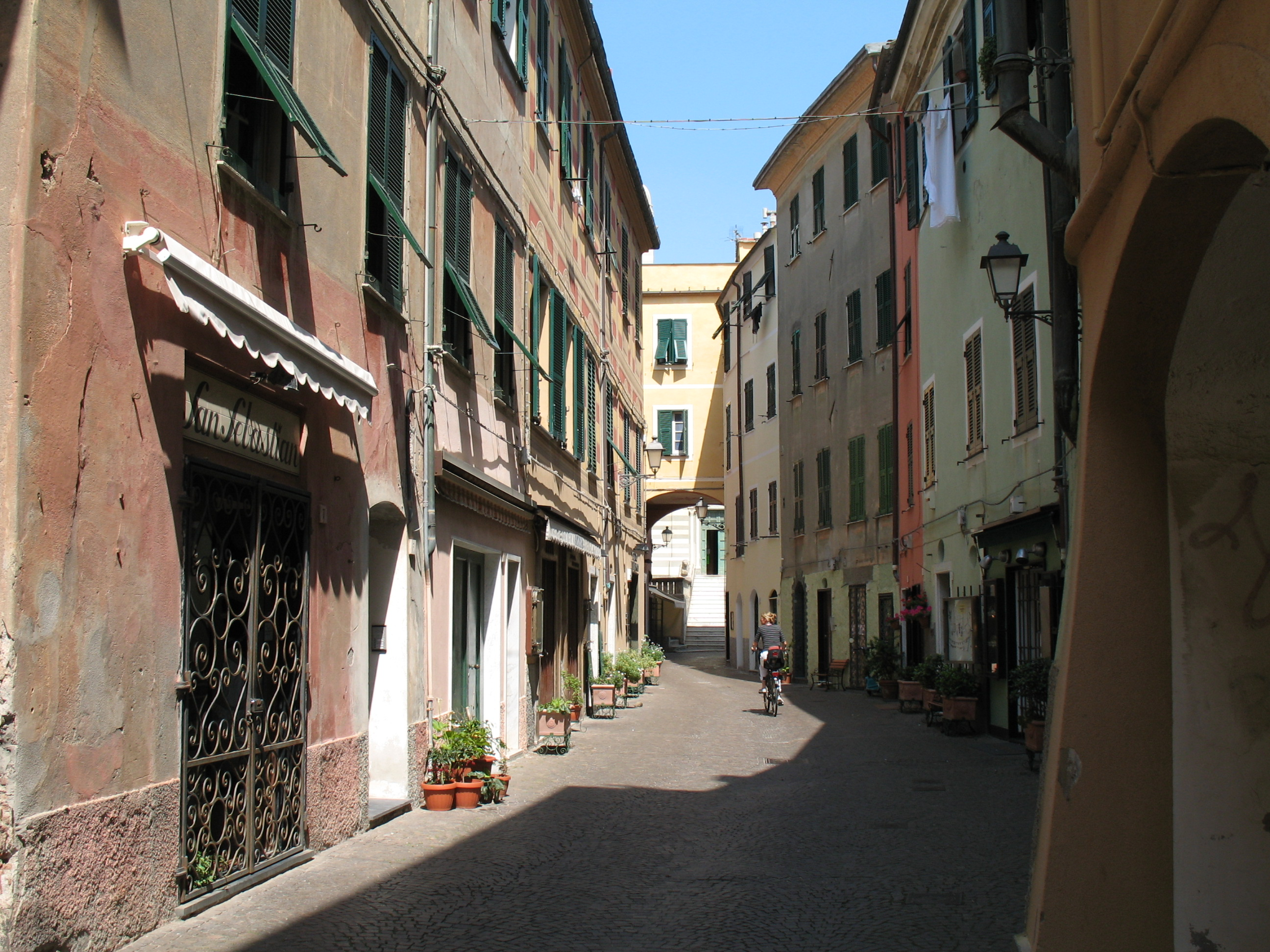
Scorcio del centro storico

La prima citazione ufficiale di Celle Ligure è risalente al 1014, in un documento dell'imperatore Enrico II il Santo, relativo alla donazione del fondo chiamato di Cellae verso signori lombardi, piemontesi e liguri.
In quelle terre già gli Aleramici costruirono un monastero dedicato a san Benigno, anche se dati certi farebbero risalire la costruzione antecedente al 1014. Studi compiuti sul territorio cellese hanno rilevato una probabile fondazione del nucleo abitativo all'interno del territorio stesso, storico sviluppo urbanistico che certamente interessò anche i vicini territori di Varazze e "Albisola" (Albisola Superiore e Albissola Marina). Proprio con queste due cittadine Celle condivise la sua storia medievale, fino alla "scorporazione" del territorio in nuovi domini feudali.
Nel XII secolo, i marchesi di Ponzone, discendenti di Ugo, pronipote di Aleramo del Monferrato, ereditarono il piccolo feudo di Celle dominandolo per circa due secoli; nel corso del tempo la dominazione causò, per il predominio sul territorio, contrasti tra le signorie di Genova e Savona.
Nel periodo dominato dalla famiglia Ponzone, imparentati con la nobile famiglia genovese dei Doria, si ebbe il trattato di pace tra Enrico Giacomo e Ponzio - signori di Celle - con il Comune di Savona. Il trattato - datato al 6 febbraio 1186 - stabilì il giuramento dei rappresentanti delle comunità di Celle, Varazze, Albisola, Sassello e Ponzone al comune savonese, che dominò con "donna Ursa" (madre del cancelliere di Savona Trucco) questi borghi. Agli inizi del XIII secolo le terre di Celle passarono al controllo della famiglia Malocelli insieme a Guglielmo, divenuto console di Genova nel 1207, e ai suoi discendenti (Giacomo, Enrico e Lanfranco).
La Signoria di Celle fu venduta dagli stessi Malocelli (nella figura di Giacomo e Bonifacio Malocelli) nel 1290 per 3.250 lire al capoluogo genovese. Genova assunse quindi pieno controllo di Celle, ma anche delle terre vicine, nel XIV secolo grazie alla nomina di Oberto Doria, vincitore della battaglia della Meloria, al quale succedettero i suoi discendenti.

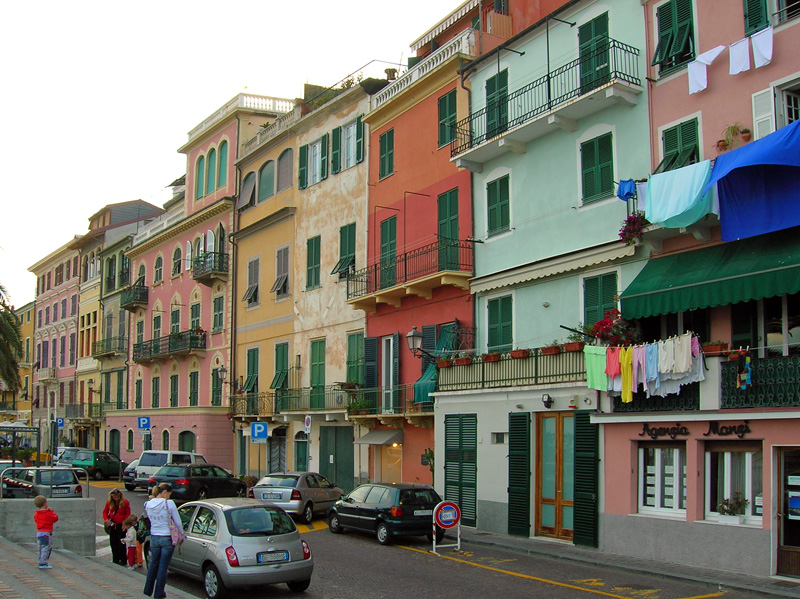
Le case sul lungomare

Nel 1343 Simone Boccanegra, primo doge della Repubblica di Genova, consentì la formazione di una nuova podesteria tra i comuni di Varazze, Celle e Albissola, con l'usuale clausola di lasciare al Comune di Genova l'annuale nomina di un podestà. Nella concessione si stabilì l'indipendenza dei singoli municipi - concedendo alle rispettive comunità autonomi statuti (a Celle furono redatti nel 1414) - lasciando l'incarico di controllo, sicurezza e mantenere l'ordine alla figura del podestà, quest'ultimo di stanza a Varazze ("capoluogo" della podesteria).
La giurisdizione della podesteria su alcune parti del territorio (in particolare le zone di Pecorile e Sanda) causarono una forte rivalità tra Genova con il comune di Savona che ne pretendeva la cessione o, meglio dire, la sua restituzione. Il conflitto territoriale non trovò mai un accordo di pace tra le parti e fu solo con il definitivo dominio genovese su Savona - nel 1529 dopo l'interramento del locale porto, l'abbattimento delle mura e la distruzione della cittadella savonese - che la questione fu risolta una volta per tutte. Un decreto della Repubblica di Genova, datato al 20 luglio 1529, decretò ufficialmente i confini territoriali di Celle, ancora oggi nella sua originalità.
Nel XVI secolo la paura di un facile attacco piratesco fece sì che si procedette a una nuova fortificazione-protezione del borgo, supportato dall'ausilio della repubblica genovese, con l'erezione di due fortificazioni, chiamate "di Levante" e "di Ponente" come da inventario del 7 giugno 1598; il primo costruito nella zona a mare, il secondo sul colle a levante della chiesa di Nostra Signora della Consolazione.

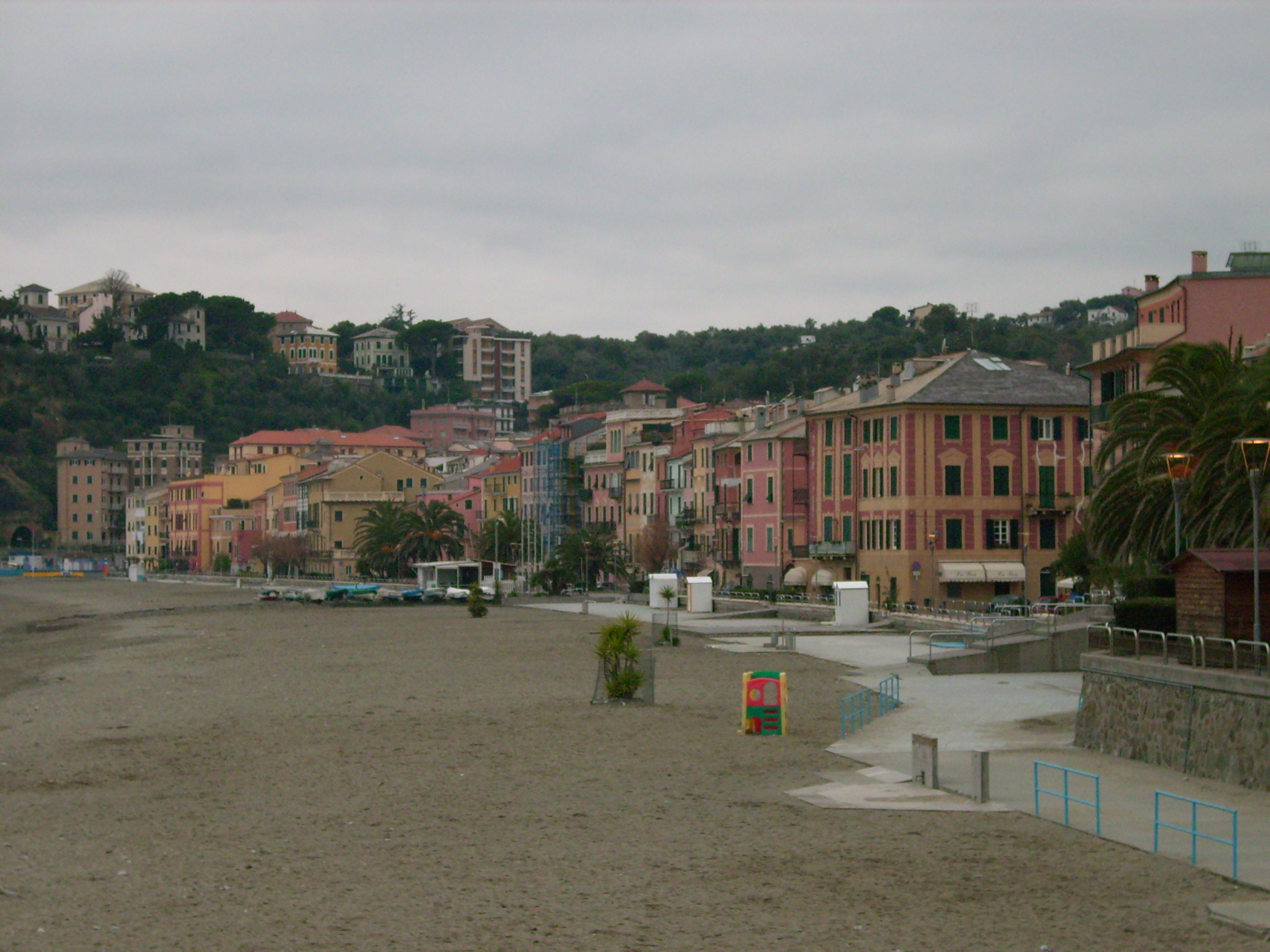
Il litorale e le case sul lungomare

Nei secoli XVII e XVIII l'economia cellese subì un maggiore incremento, grazie al commercio dei prodotti con la Francia, Spagna e le Americhe; subì un significativo rallentamento nella prima metà del XIX secolo per il sistema doganale francese.
Con la caduta della Repubblica di Genova (1797), sull'onda della rivoluzione francese e a seguito della prima campagna d'Italia di Napoleone Bonaparte, il territorio cellese rientrò dal 2 dicembre 1797 nel Dipartimento del Letimbro, con capoluogo Savona, all'interno della Repubblica Ligure. Dal 28 aprile 1798 con i nuovi ordinamenti francesi, rientrò nel VII Cantone, come capoluogo, della Giurisdizione di Colombo e dal 1803 centro principale del II Cantone di Varazze nella Giurisdizione di Colombo. Annesso al Primo Impero francese dal 13 giugno 1805 al 1814 venne inserito nel Dipartimento di Montenotte.
Nel 1815 fu inglobato nel Regno di Sardegna, così come stabilì il Congresso di Vienna del 1814, e successivamente nel Regno d'Italia dal 1861. Dal 1859 al 1927 il territorio fu compreso nel V mandamento di Varazze del circondario di Savona facente parte della provincia di Genova; nel 1927 anche il territorio comunale cellese passò sotto la neo costituita provincia di Savona. Nel 1863 assume la denominazione di Celle Ligure.
L'arrivo della tratta ferroviaria Genova-Ventimiglia, con il transito del primo treno il 19 maggio del 1868, decretò la fine delle attività legate alla cantieristica portuale (la costruzione del primo "muraglione" ferroviario lungo la marina di Celle di fatto creò uno sbarramento al mare, successivamente rimosso con lo spostamento della tratta verso l'interno), ma allo stesso tempo favorì lo sviluppo legato al turismo e al soggiorno estivo.
Dal 1973 al 31 dicembre 2008 ha fatto parte della Comunità montana del Giovo.

### Simboli
Stemma
Gonfalone
Bandiera

Lo stemma è stato concesso con regio decreto del 28 aprile 1910. L'ente comunale, nelle comunicazioni ufficiali, predilige come stemma civico la forma "a scudo".

## Monumenti e luoghi d'interesse

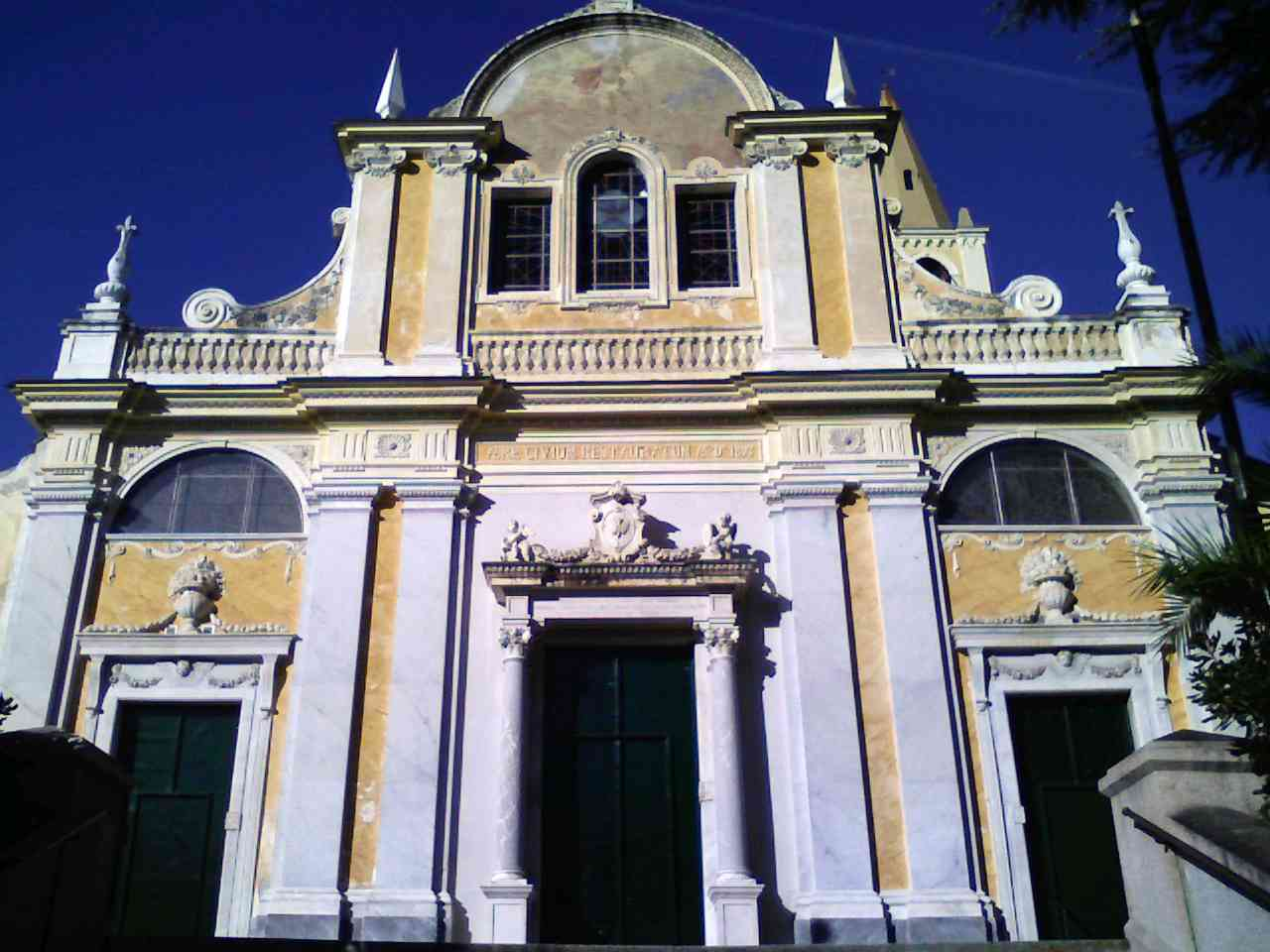
La chiesa parrocchiale di San Michele

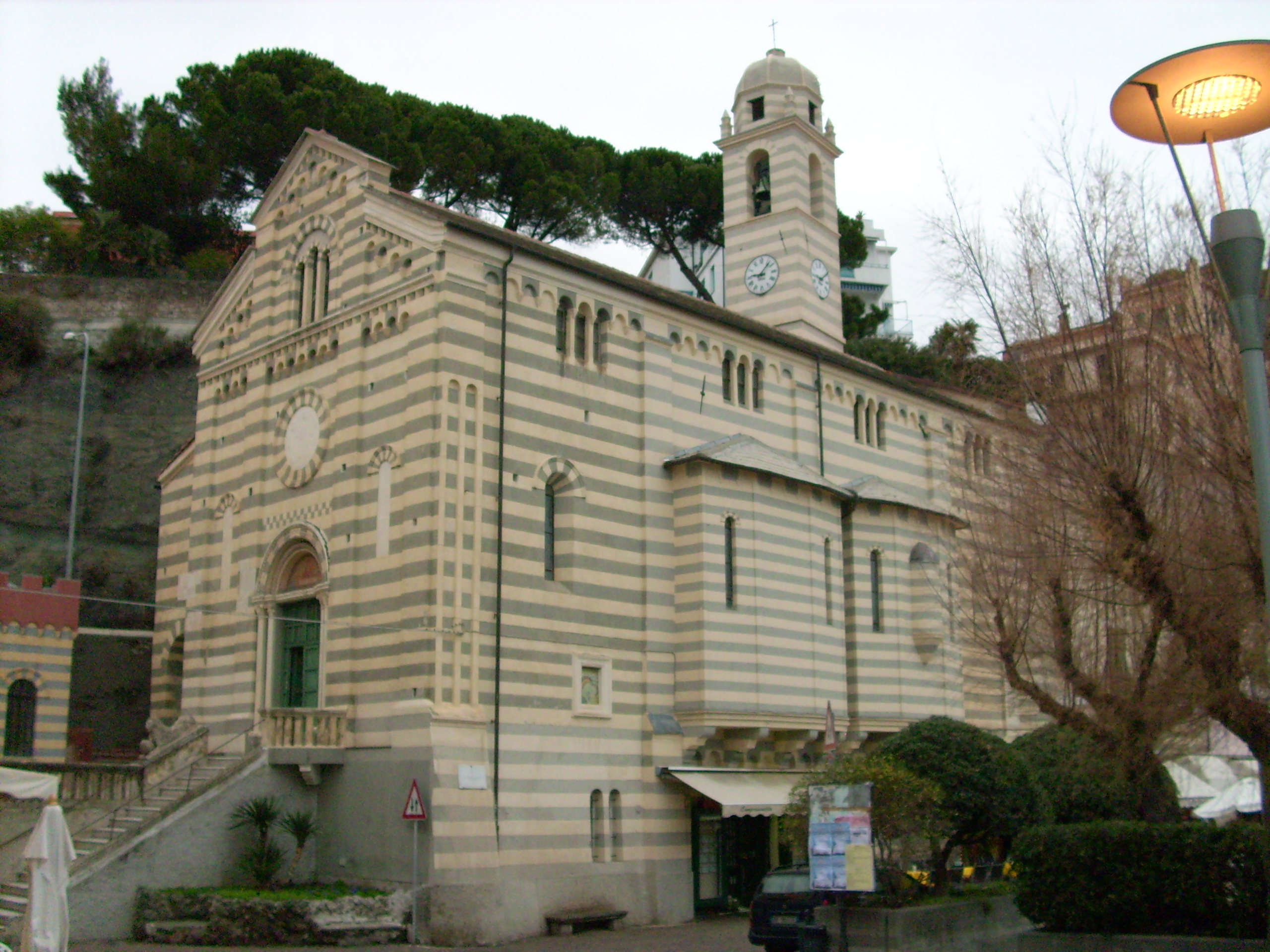
La chiesa di Nostra Signora della Consolazione sul lungomare cellese

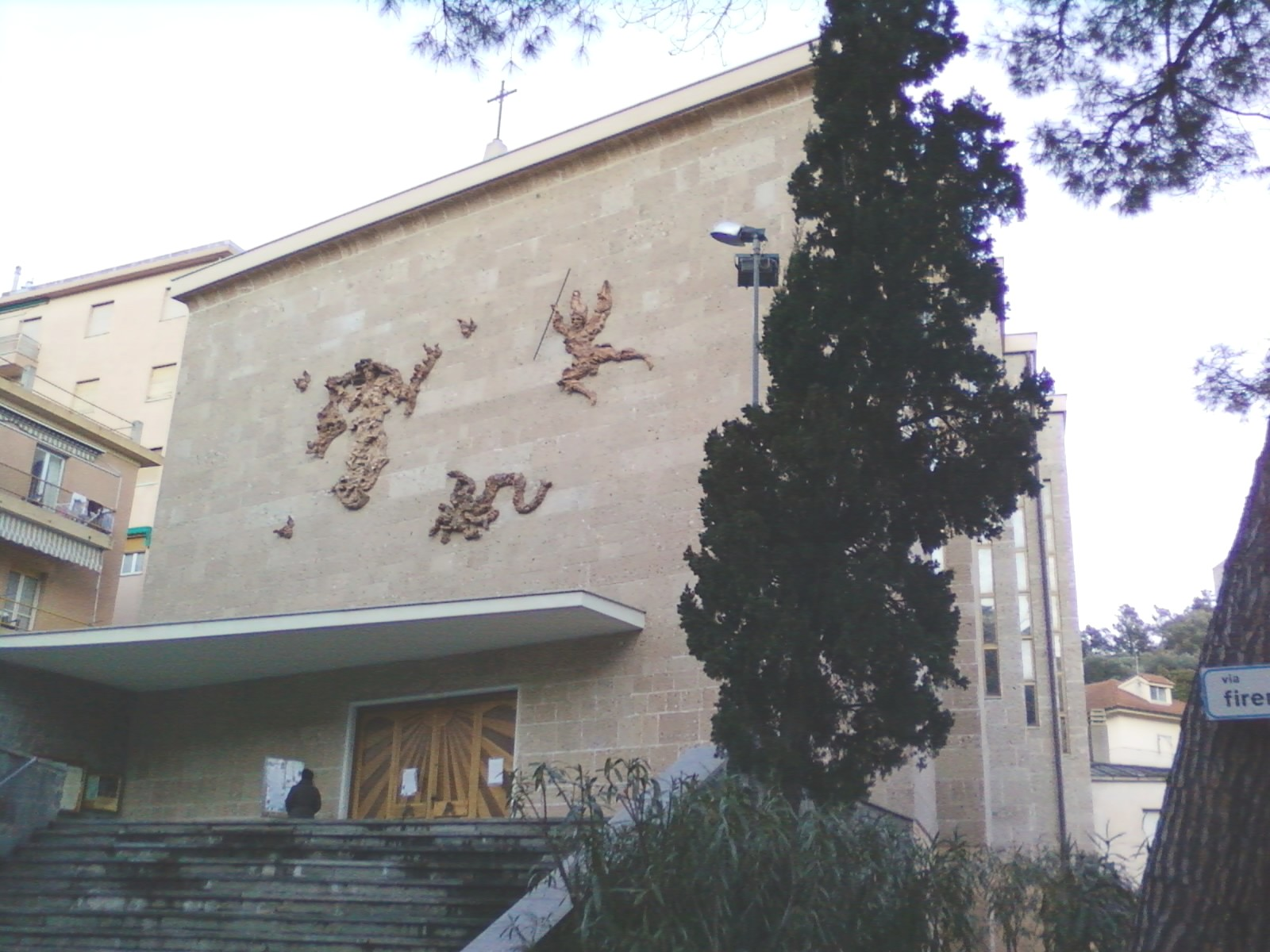
La chiesa parrocchiale di Nostra Signora Assunta in località Piani di Celle

### Architetture religiose
- Chiesa parrocchiale di San Michele Arcangelo nel capoluogo. I lavori di edificazione iniziarono il 24 luglio 1629 nel luogo stesso ove si trovava l'antica chiesa medievale. Di quest'ultima si conservò il campanile e la nuova chiesa venne consacrata l'8 ottobre 1645 dal vescovo di Savona. All'interno è conservato un polittico del pittore Perin del Vaga, discepolo di Raffaello, dipinto nel 1535 e raffigurante San Michele Arcangelo.
- Oratorio di San Michele Arcangelo del XVI secolo, attiguo alla parrocchiale.
- Chiesa di Nostra Signora della Consolazione, sul lungomare di Celle Ligure.
- Cappella di San Pietro, nella zona di Brasi.
- Cappella dei Santi Giacomo e Filippo, nella zona di Cassisi.
- Cappella di San Giovanni Battista, nella zona di Costa.
- Cappella di San Lorenzo, nella zona di Ferrari.
- Cappella di Sant'Isidoro e Nostra Signora della Guardia, nella zona di Pecorile.
- Chiesa parrocchiale di Nostra Signora Assunta, nella zona di Piani di Celle.
- Chiesa parrocchiale di San Giorgio, nella zona di Sanda.
- Oratorio di San Tommaso Apostolo, nella zona di Sanda.

### Architetture militari
- Torre "Bregalla". Situata su un crinale a 261 metri sul livello del mare la torre - detta anche "torre di Cardemei" e a base circolare - fu edificata approssimativamente tra l'XI secolo e il XVI secolo come punto di avvistamento costiero per far fronte alle sempre più frequenti incursioni piratesche. Persa nei secoli successivi la funzione difensiva e convertita all'uso agricolo, subì la demolizione dei soldati tedeschi nel 1944 poiché considerata ad alto rischio di facile individuazione ed uso da parte della marineria anglo-americana.
- Due antiche Torri Merlate dette del Cornaro che dominano la valle sino al mare (una detta "Dei Bacci" e l'altra "La Camilla")
- Casa Forte di Roglio (nella omonima valle a ponente del borgo) (abitazione privata)
- Casa Forte di Cassisi sulla collina omonima (abitazione privata)
- Casa Forte di Bottini nascosta all'interno di un edificio ottocentesco (abitazione privata)
- le 3 case Forti avevano funzione di controllo e avvistamento a ponente del Borgo a difesa del territorio.
- Il Mulino a Vento (rudere) sulla collina dei Boschi.
- Casa Forte Fronte Mare di proprietà dei discendenti dello scultore Pietro Costa (artefice di numerosi monumenti post-risorgimentali di sovrani, eroi (ad esempio in Torino per Vittorio Emanuele II): casinò comunale nei primi del 900 dismesso in concomitanza con l'apertura di quello di Sanremo, per il quale veniva pagato un diritto al Comune di Celle Ligure.

## Società

### Evoluzione demografica

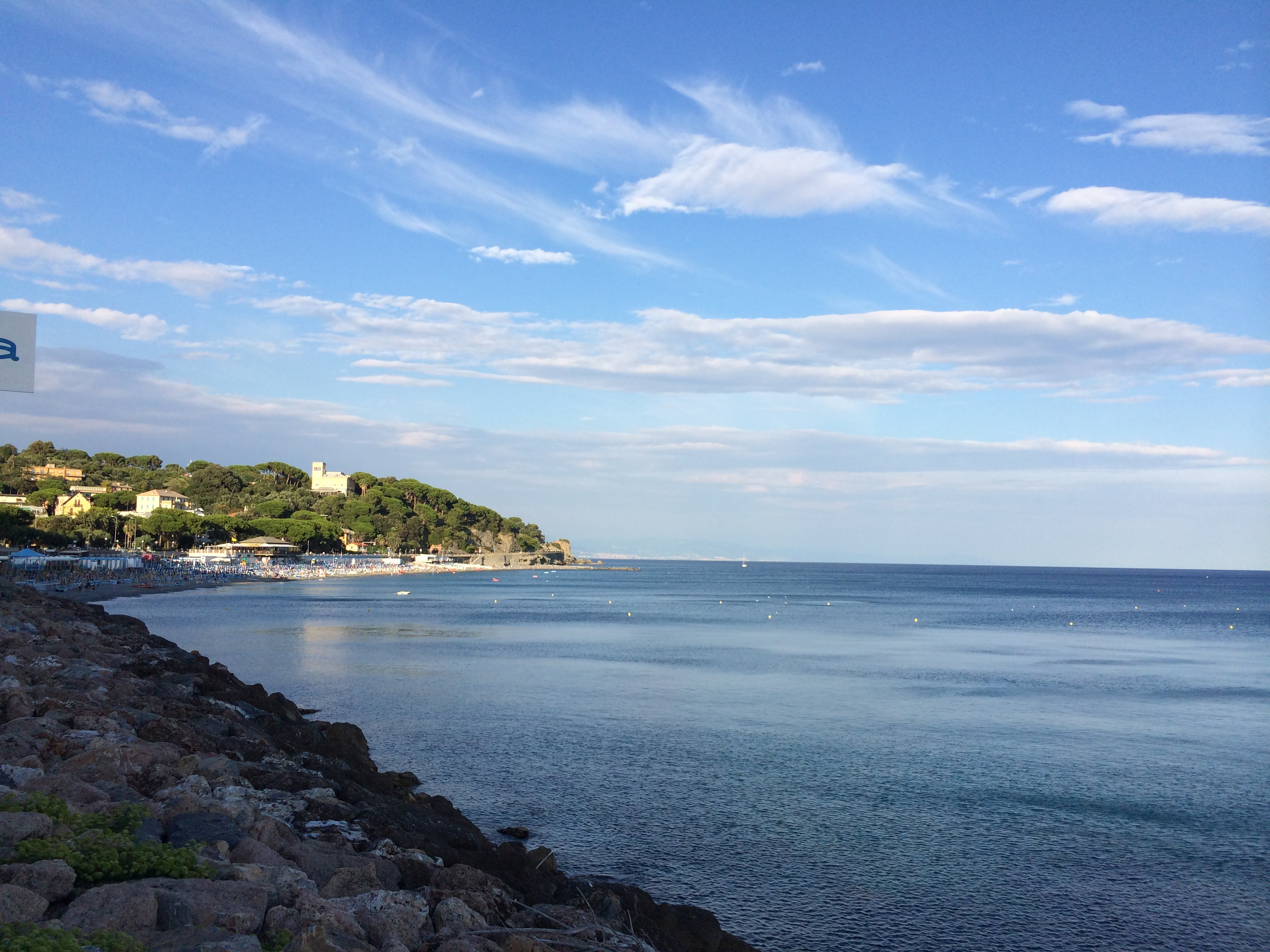
Panorama dal lungomare di Celle Ligure

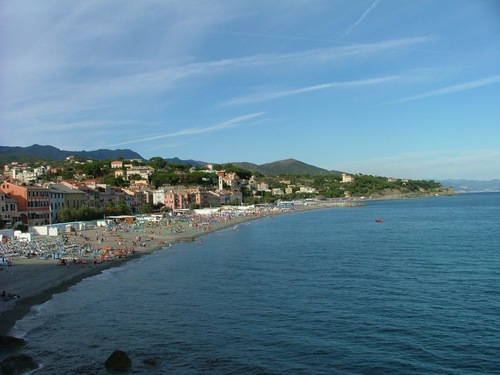
Altra veduta

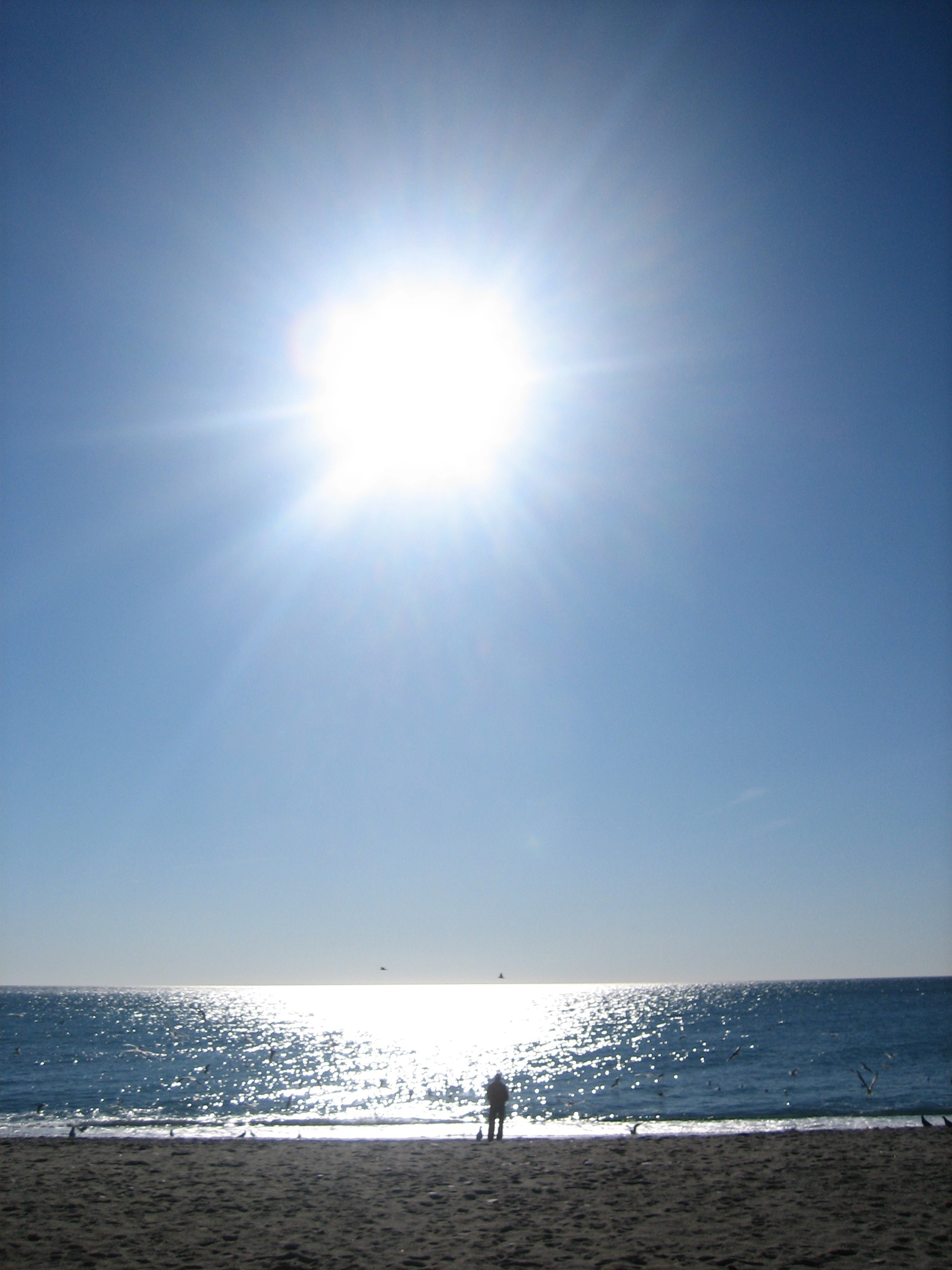
Spiaggia di Celle paese

Abitanti censiti

### Etnie e minoranze straniere
Secondo i dati Istat al 31 dicembre 2019, i cittadini stranieri residenti a Celle Ligure sono 199, così suddivisi per nazionalità, elencando le presenze più significative:
1. Albania, 42
2. Romania, 31

## Cultura

### Musica

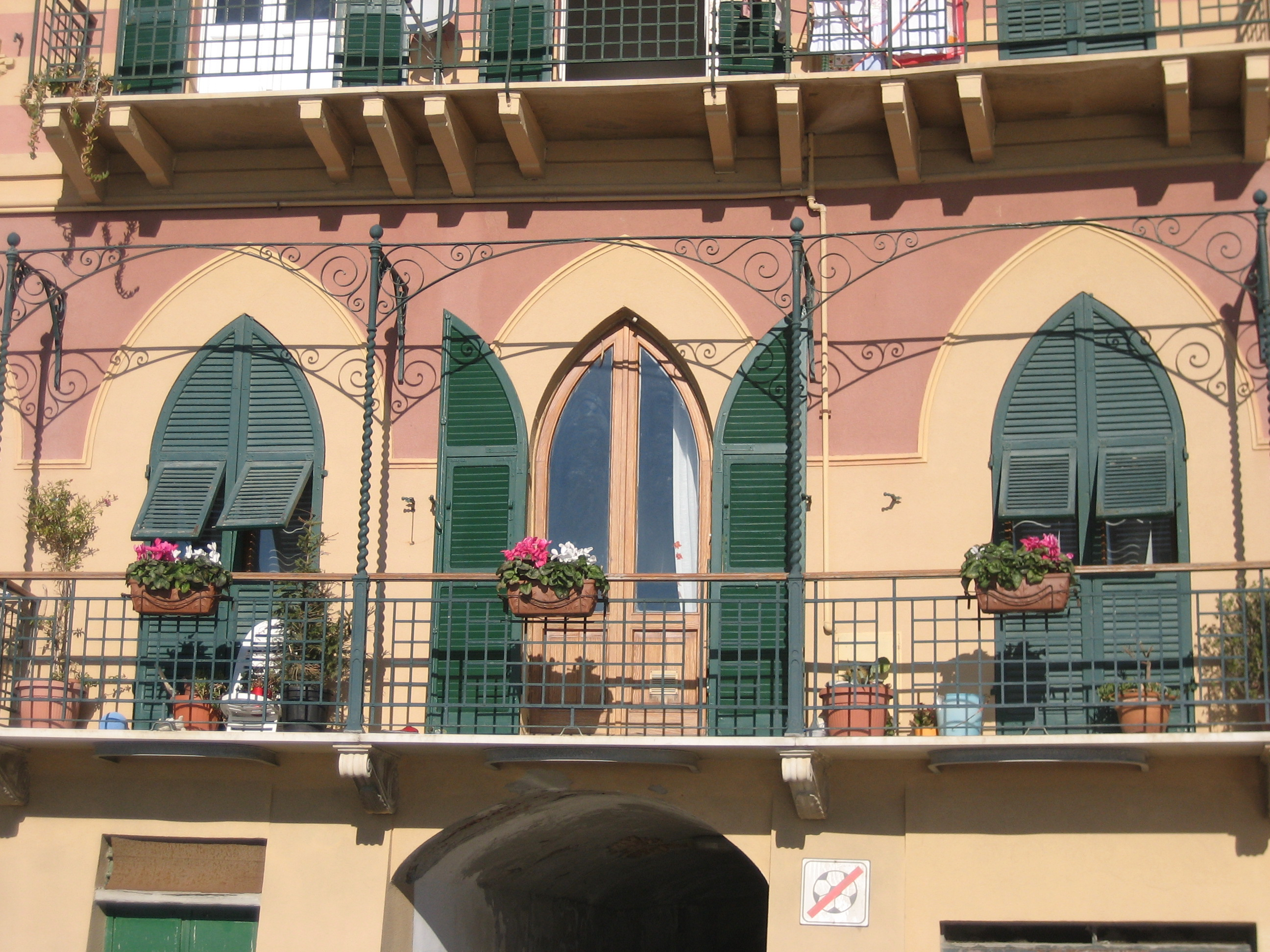
Case sulla Passeggiata di Celle paese

- Case sulla Passeggiata di Celle paeseBanda Musicale "GL Mordeglia", fondata intorno al 1850.

### Eventi
Ospita annualmente il Meeting Arcobaleno, incontro internazionale di atletica leggera. Ad agosto si tiene la Mostra Internazionale di Cinema Indipendente, manifestazione organizzata dall'Associazione Progetto Cine Indipendente.

Durante il mese di luglio si tiene la rassegna di artigianato Mand'ommu (Mano d'uomo), accompagnata da degustazioni e manifestazioni collaterali. Dal 2020, tuttavia, a seguito della Pandemia di Covid-19, la rassegna è stata sospesa.

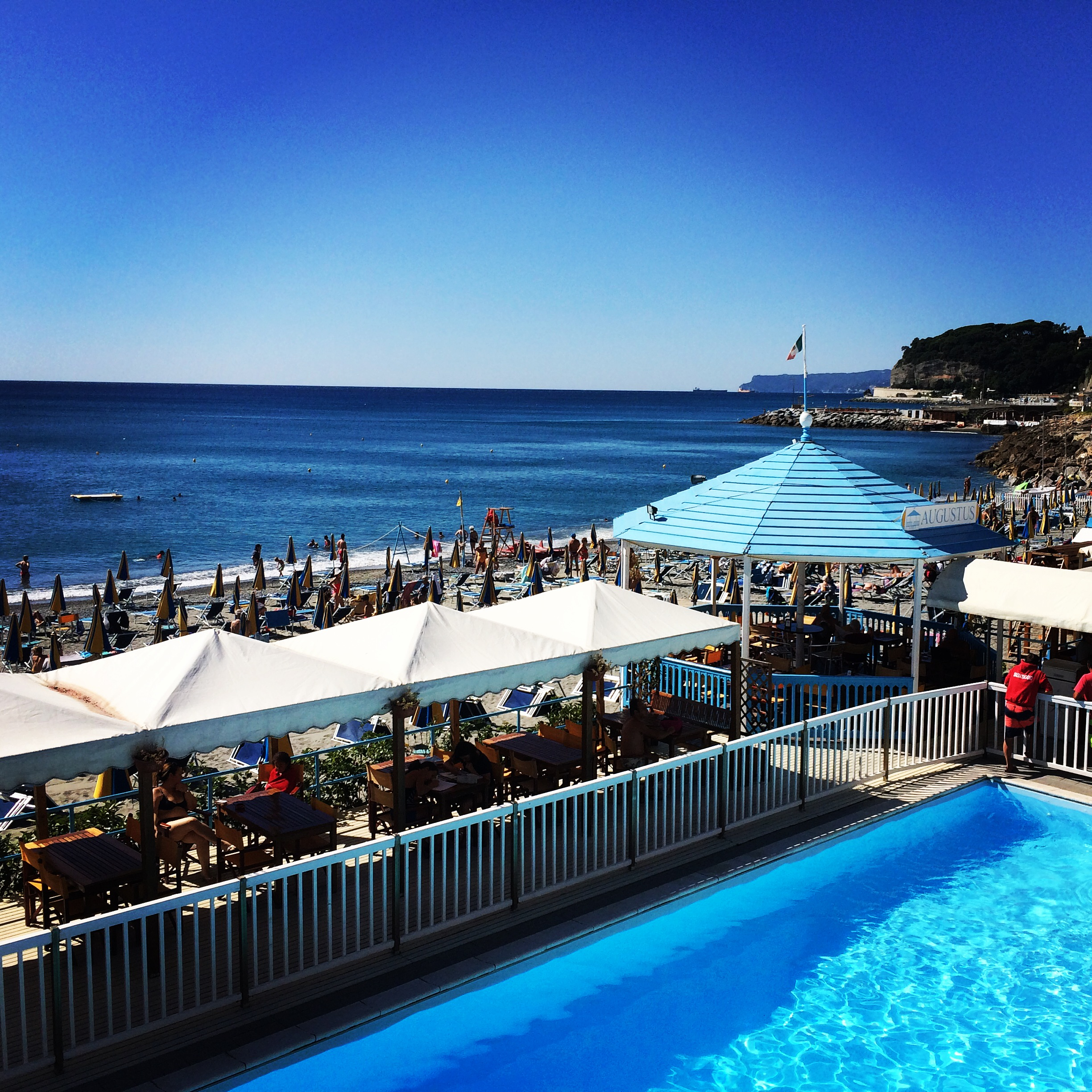
Bagni Augustus

## Geografia antropica
Il territorio comunale, oltre che dal capoluogo Celle, è costituito dalle "zone" di Boschi, Brasi, Cassisi, Costa, Ferrari, Natta, Piani, Pecorile, Sanda e Terrenin per una superficie territoriale di 9,56 km2.
Celle confina a nord con i comuni di Stella e Varazze, a sud è bagnato dal mar Ligure, ad ovest con Stella e Albisola Superiore, ad est con Varazze.

## Economia
Già centro marinaro attivo nel settore della pesca di sostentamento, nella fase contemporanea Celle Ligure è divenuto un importante centro turistico della riviera ligure di ponente. Alle attività legate all'agricoltura, soprattutto concentrate nella produzione di olive e coltivazione di ortaggi e frutta, si concentrano nel territorio anche le produzioni nel settore industriale, chimico, meccanico, enologico-alimentare, tessile e dell'abbigliamento; a Celle Ligure ha sede la Olmo, un'importante azienda ciclistica fondata dal campione Giuseppe Olmo. 
La località ha ottenuto dalla FEE-Italia (Foundation for Environmental Education) il conferimento della bandiera blu per la qualità delle sue spiagge e per la qualità dei servizi del porto turistico ("Cala Cravieu"). 

### Agricoltura

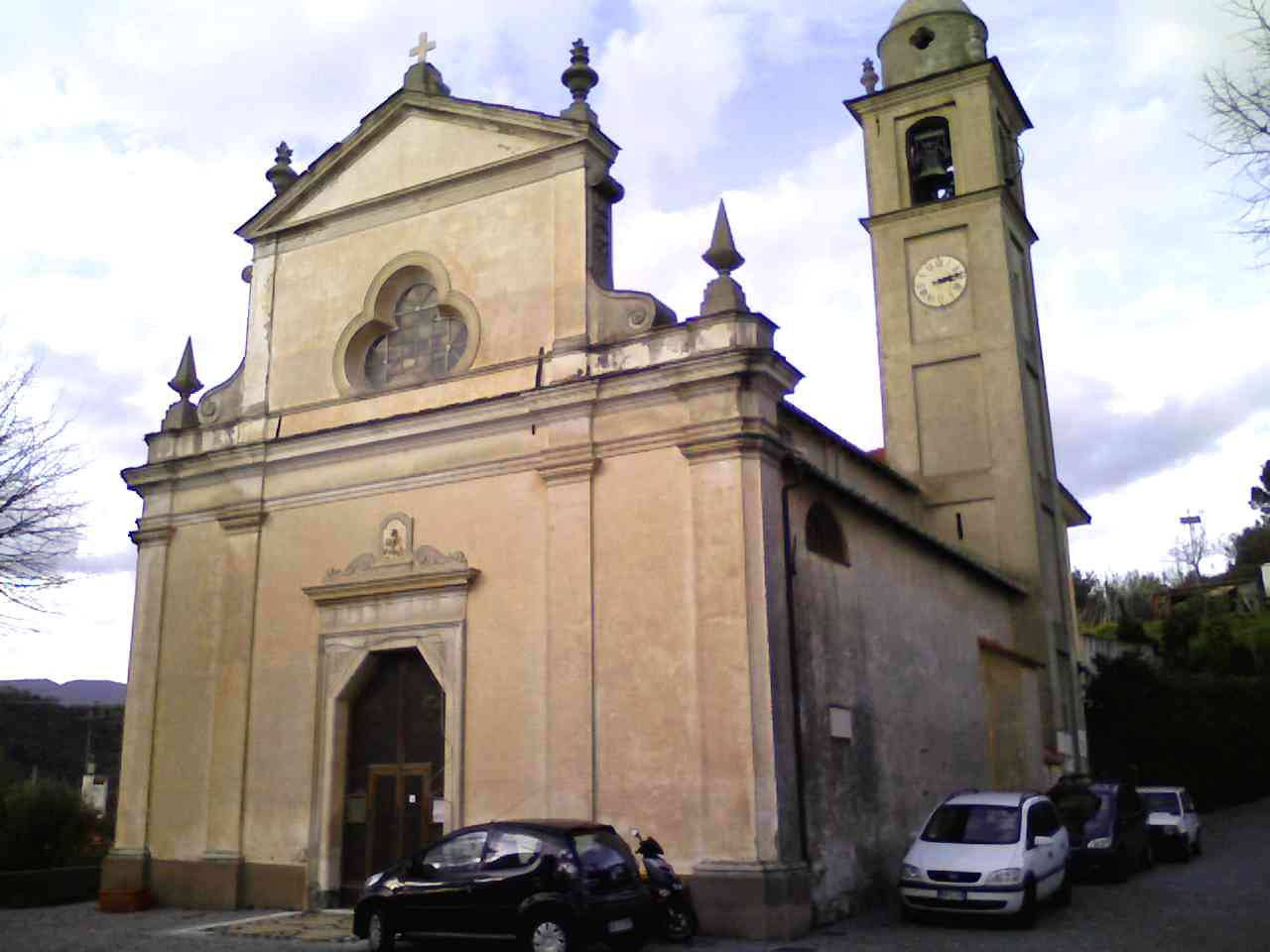
La chiesa parrocchiale di San Giorgio a Sanda

Le colture praticate sulle colline tramite terrazzamenti sono: l'olivo qualità taggiasca, le piante da frutto (albicocca, pesca, prugna, ciliegia) la vite (il vino prodotto è il "nostralino", bianco e rosato,  proveniente uvaggi di vitigni misti: rossese, pigato, vermentino, barbera, grignolino ecc.)
Altri prodotti principali provengono da colture orticole come insalate, ortaggi vari stagionali (melanzane, bietole, peperoni, asparagi, fave, piselli, fagioli, cavoli vari). Tra le verdure ed erbe che rivestono interesse e particolarità regionale ricordiamo il basilico e la boraggine. Il basilico riveste oggi un peso ed un interesse economico con la costruzione di serre ed impianti per la coltivazione che copre l'intero arco dell'anno.
Nelle zone interne più a monte e lontano dal mare anticamente si coltivavano castagni domestici, oggi le colture sono perdute ed inselvatichite.
Esistevano in passato piane costiere alluvionali (Piani di Celle, Mezzalunga), oggi completamente inghiottite dalle costruzioni, divise in orti delimitati da alti muri protetti da cocci di vetro, dove veniva praticata un'intensa attività orticola.
L'attività orticola è comunque oggi relegata ad uso quasi esclusivamente familiare, accanto ad ogni casa dell'entroterra si possono trovare piante di cachi, fichi, mandorle, nespole. In località Natta, che in dialetto significa sughero, venivano coltivate appunto le querce da sughero. Alcuni esemplari sono ancor oggi presenti e visibili nei pressi del campo sportivo.

## Infrastrutture e trasporti

### Strade
Il centro di Celle Ligure è attraversato principalmente dalla strada statale 1 Via Aurelia che gli permette il collegamento stradale con Albisola Superiore, ad ovest, e Varazze ad est. Altre arterie stradali del territorio sono la provinciale 22 passante per la frazione di Sanda e la provinciale 37 ai confini con il comune di Stella. Servizi di autobus la collegano con Savona.
Celle Ligure è raggiungibile inoltre anche grazie al proprio casello autostradale sull'autostrada A10.

### Ferrovie
Celle Ligure è dotata di una stazione ferroviaria sulla linea Genova-Ventimiglia nel tratto locale compreso tra Savona e Genova.

### Mobilità urbana
La storica funicolare dei Bottini, in servizio fra il 1922 e il 1935 a beneficio dell'omonimo altipiano, è stata recentemente ricostruita sotto forma di ascensore inclinato: il nuovo impianto è stato inaugurato il 23 luglio 2016. Essa consente di raggiungere l'altipiano dei Bottini a 60 metri di quota superando la parete rocciosa sulla quale si erge con un dislivello di 45 metri; l'ascensore può ospitare 13 passeggeri per volta.

## Amministrazione

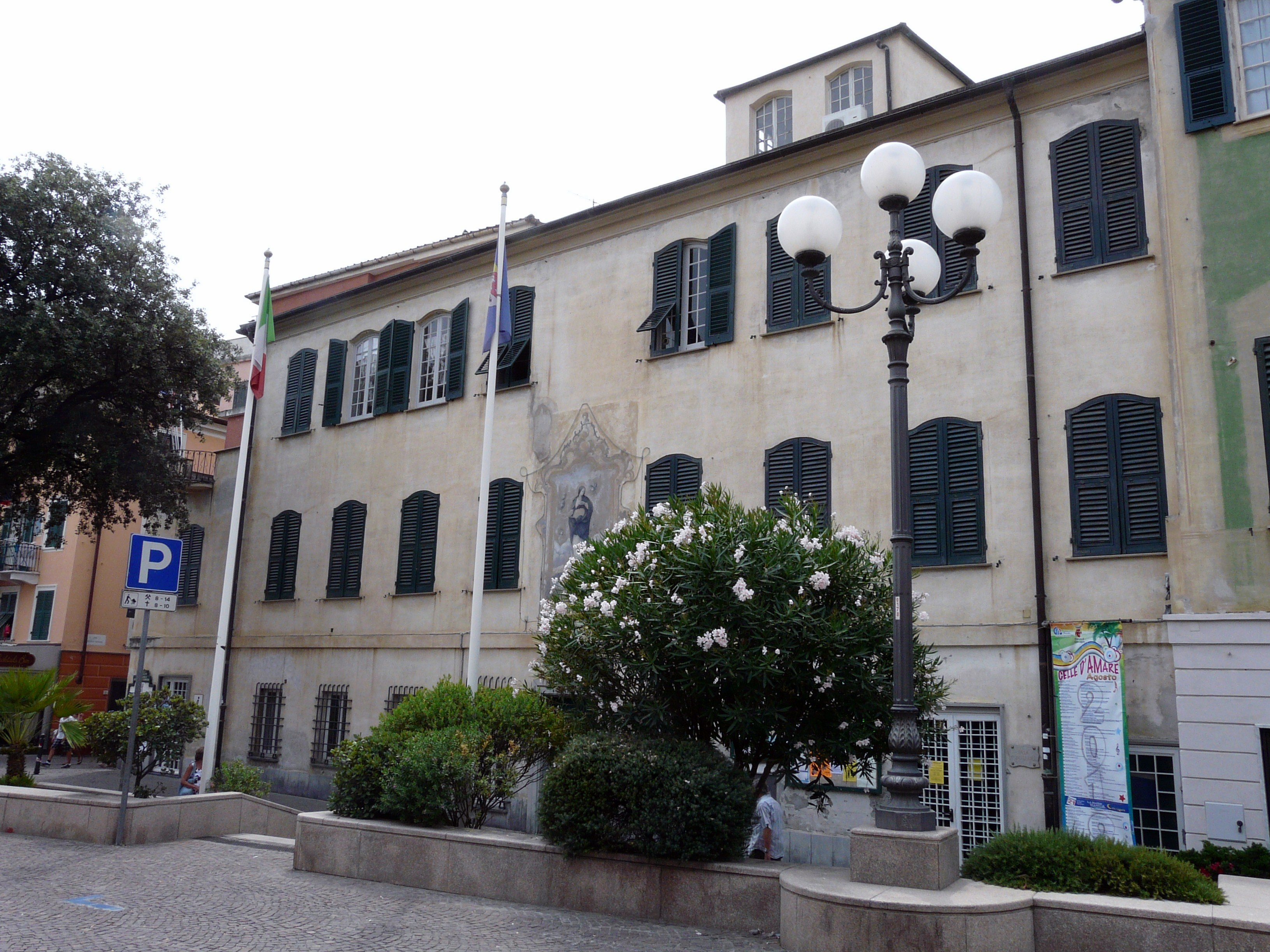
Il municipio

| Periodo         | Periodo         | Primo cittadino     | Partito                                             | Carica         | Note   |
| --------------- | --------------- | ------------------- | --------------------------------------------------- | -------------- | ------ |
| 26 giugno 1985  | 25 maggio 1990  | Renato Zunino       | Partito Comunista Italiano                          | Sindaco        |        |
| 28 giugno 1990  | 18 luglio 1992  | Renato Zunino       | Partito Comunista Italiano                          | Sindaco        |        |
| 29 agosto 1992  | 10 gennaio 1995 | Maria Carbone       | Partito Democratico della Sinistra                  | Sindaco        | [ 15 ] |
| 10 gennaio 1995 | 24 aprile 1995  | Andrea Santonastaso |                                                     | Comm. straord. | [ 16 ] |
| 24 aprile 1995  | 14 giugno 1999  | Sergio Acquilino    | Alleanza dei Progressisti                           | Sindaco        |        |
| 14 giugno 1999  | 14 giugno 2004  | Remo Zunino         | lista civica di centro-sinistra                     | Sindaco        |        |
| 14 giugno 2004  | 8 giugno 2009   | Remo Zunino         | lista civica di centro-sinistra                     | Sindaco        |        |
| 8 giugno 2009   | 26 maggio 2014  | Renato Zunino       | lista civica di centro-sinistra                     | Sindaco        |        |
| 26 maggio 2014  | 27 maggio 2019  | Renato Zunino       | Insieme per Celle (lista civica di centro-sinistra) | Sindaco        |        |
| 27 maggio 2019  | 10 giugno 2024  | Caterina Mordeglia  | Aria nuova (lista civica)                           | Sindaco        |        |
| 10 giugno 2024  | in carica       | Marco Beltrame      | SìAmo Celle (lista civica)                          | Sindaco        |        |

### Gemellaggi
Celle Ligure è gemellata con:
- Celle, dal 2001[17]

## Sport

### Calcio
- Celle Varazze F.B.C., nato nel 2022 dalla fondazione tra il Varazze 1912 Don Bosco (con trascorsi fino alla Serie C e che negli anni novanta ha inglobato il G.S. Don Bosco Varazze) e il Celle Riviera Calcio, militante nel campionato di Eccellenza.

### Ciclismo
Celle Ligure è stata tappa di partenza del Giro d'Italia: la 17ª tappa del 1969 Celle Ligure-Pavia, vinta da Ole Ritter.

### Pallavolo
- Associazione sportiva dilettantistica Celle Varazze Volley, la cui prima squadra milita nel campionato nazionale di Serie B2.